# Teradici
Teradici — компания по разработке аппаратного и программного обеспечения, основанная в 2004 году, с головным офисом в столичном Ванкувере, Британская Колумбия. Первоначально в Teradici разработали протокол PCoIP для сжатия и распаковки изображений и звука при удалённом доступе к блейд-серверам и реализовали таковой аппаратно. Впоследствии эта технология была расширена до тонких и нулевых клиентов для общей инфраструктуры виртуальных рабочих столов. Протокол или оборудование Teradici используются HP, Dell-Wyse, Amulet Hotkey, Samsung, Amazon Web Services, Fujitsu, и VMware.

## История
Teradici была основана в 2004 году Дэном Кордингли, Дейвом Хоббсом, Кеном Унгером и Махером Фахми. Они работали в невидимом режиме до 2007, когда объявили о своих первых продуктах. В 2008 году VMware объявила, что лицензирует протокол PCoIP, программную реализацию которого разработали в Teradici.